# Herefordshire
Herefordshire é um condado na zona oeste da Inglaterra. É uma autoridade unitária, designada pelo Condado de Herefordshire.
Este condado faz fronteira com Shropshire a norte, Worcestershire a leste, Gloucestershire a sudeste, e com os condados galeses de Gwent a sudoeste e Powys a oeste.
A sede administrativa fica em Hereford, uma cidade com cerca de 50.000 habitantes. É um dos condados rurais com menos população da Inglaterra, e conhecido pela sua produção de frutas e sidra.